# 滕侯昃
滕侯昃（?—?），是东周时期的滕国的国君，姬姓。
出土文物滕侯昃戈、滕侯昃簋，是载有滕侯昃名字的实物资料。滕侯昃簋铭文为“滕侯昃之御镦”。滕侯昃戈三件铭文分别为“滕侯昃之造、滕侯昃之造、滕侯昃之戈”。马承源把铭文释读为滕侯吴，吴镇烽把铭文释读为滕侯昃，他们认为此人就是滕隐公。张志鹏《滕国新考》认为滕侯昃是战国中期滕国国君。